# Elezioni legislative in Portogallo del 1999
Le elezioni legislative in Portogallo del 1999 si tennero il 10 ottobre per il rinnovo dell'Assemblea della Repubblica.
In seguito all'esito elettorale, António Guterres, espressione del Partito Socialista, fu confermato Primo ministro.

## Risultati
| Partito Socialista                          | 2 385 922 | 44,96 | 115 |  |  |  |
| Partito Social Democratico                  | 1 750 158 | 32,98 | 81  |  |  |  |
| Coalizione Democratica Unitaria (PCP - PEV) | 487 058   | 9,18  | 17  |  |  |  |
| Partito Popolare                            | 451 543   | 8,51  | 15  |  |  |  |
| Blocco di Sinistra                          | 132 333   | 2,49  | 2   |  |  |  |
| Partito Comunista dei Lavoratori Portoghesi | 40 006    | 0,75  | –   |  |  |  |
| Movimento Partito della Terra               | 19 938    | 0,38  | –   |  |  |  |
| Partito Popolare Monarchico                 | 16 522    | 0,31  | –   |  |  |  |
| Partito di Solidarietà Nazionale            | 11 488    | 0,22  | –   |  |  |  |
| Partito Umanista                            | 7 346     | 0,14  | –   |  |  |  |
| Partito Operaio di Unità Socialista         | 4 104     | 0,08  | –   |  |  |  |
| Partito Democratico dell'Atlantico          | 438       | 0,01  | –   |  |  |  |
| Totale                                      | 5 306 956 | 100   | 230 |  |  |  |
|                                             |           |       |     |  |  |  |
| Schede bianche                              | 56 964    | 1,05  |     |  |  |  |
| Schede nulle                                | 51 230    | 0,95  |     |  |  |  |
| Votanti                                     | 5 415 150 |       |     |  |  |  |

- Secondo i dati ufficiali, i votanti sono in tutto 5.415.150, ossia 48 in meno del totale risultante da sommatoria.

| Riepilogo dei seggi (+/- elezioni 1995) | Riepilogo dei seggi (+/- elezioni 1995) | Riepilogo dei seggi (+/- elezioni 1995) | Riepilogo dei seggi (+/- elezioni 1995) | Riepilogo dei seggi (+/- elezioni 1995) | Riepilogo dei seggi (+/- elezioni 1995) | Riepilogo dei seggi (+/- elezioni 1995) |
| --------------------------------------- | --------------------------------------- | --------------------------------------- | --------------------------------------- | --------------------------------------- | --------------------------------------- | --------------------------------------- |
|                                         |                                         |                                         |                                         |                                         |                                         |                                         |
| CDU                                     | 17                                      | ▲ 2                                     |                                         | BE                                      | 2                                       | ▲ 2                                     |
| PS                                      | 115                                     | ▲ 3                                     |                                         | PSD                                     | 81                                      | ▼ 7                                     |
| CDS-PP                                  | 15                                      | ━                                       |                                         |                                         |                                         |                                         |